# Alaküla (Läänemaa)
Alaküla – wieś w Estonii, w prowincji Parnawa, w gminie Lääneranna.
Przed reformą administracyjną z 2017 roku wieś należała do gminy Lihula.